# Macău (okręg Kluż)
Macău (węg. Mákófalva) – wieś w Rumunii, w okręgu Kluż, w gminie Aghireșu. W 2011 roku liczyła 640 mieszkańców.